# Vollständige Gruppe
In der Mathematik, speziell in der Gruppentheorie, heißt eine Gruppe vollständig, wenn ihr Zentrum nur aus dem neutralen Element besteht und jeder Automorphismus inner ist.

## Beispiele
- Die symmetrischen Gruppen {\displaystyle S_{n}} sind, außer für n gleich 2 oder 6, vollständig.[1] Im Fall n=2 besteht das Zentrum nicht nur aus dem neutralen Element und {\displaystyle S_{6}} hat einen äußeren Automorphismus.[2] Unter Berücksichtigung des Satzes von Cayley folgt daraus, dass jede endliche Gruppe in eine vollständige Gruppe eingebettet werden kann.

- Man kann zeigen, dass die Automorphismengruppe einer nicht-abelschen, einfachen Gruppe vollständig ist.[3]

## Eigenschaften
- Wenn eine Gruppe G vollständig ist, so ist der Homomorphismus {\displaystyle g\mapsto \mathrm {Int} (g):x\mapsto gxg^{-1}} von G in die Automorphismengruppe {\displaystyle \mathrm {Aut} (G)} ein Isomorphismus. Er ist injektiv, denn das Zentrum besteht nur aus dem neutralen Element, und er ist surjektiv, denn jeder Automorphismus ist inner.

- Aus obiger Aussage folgt, dass eine vollständige Gruppe stets zu ihrer Automorphismengruppe isomorph ist.

- Die Umkehrung der vorstehenden Aussage ist nicht wahr, das heißt eine Gruppe kann zu ihrer Automorphismengruppe isomorph sein ohne vollständig zu sein. Wir zeigen, dass dies für die 8-elementige  Diedergruppe {\displaystyle D_{4}} der Fall ist.[4] Dazu seien G und H zwei zu {\displaystyle D_{4}} isomorphe Gruppen, {\displaystyle a\in G} ein Element der Ordnung 4 und b ein Element aus G, das nicht in der von a erzeugten Untergruppe liegt; genauso sei {\displaystyle c\in H} ein Element der Ordnung 4 und {\displaystyle d\in H} nicht in der von c erzeugten Untergruppe. Dann gibt es genau einen Isomorphismus {\displaystyle G\rightarrow H}, der a auf c und b auf c abbildet. Indem man dies auf G = H = D4 anwendet, erkennt man, dass es genau 8 Automorphismen auf {\displaystyle D_{4}} gibt. Genauer findet man, dass {\displaystyle \mathrm {Aut} (D_{4})} isomorph zu {\displaystyle D_{4}} ist. Schließlich kann {\displaystyle D_{4}} als 2-Gruppe aber nicht vollständig sein, denn das Zentrum besteht nicht nur aus dem neutralen Element, es enthält ein Element der Ordnung 2.

- Ist eine vollständige Gruppe K Normalteiler in einer Gruppe G, so ist G das direkte Produkt aus K und dem Zentralisator {\displaystyle \ C_{G}(K)} von K in G.

Beweis: Aus der Tatsache, dass K Normalteiler in G ist, folgt, dass auch  {\displaystyle \ C_{G}(K)} ein Normalteiler in G ist. Weiterhin ist {\displaystyle \ K\cap C_{G}(K)} das Zentrum von K und besteht daher nur aus dem neutralen Element. Sei nun {\displaystyle g\in G} beliebig. Da K normal ist, induziert der innere Automorphismus {\displaystyle \ x\mapsto gxg^{-1}} von G einen Automorphismus auf K. Da K vollständig ist, ist dieser Automorphismus von K inner, es gibt daher ein Element h in K mit {\displaystyle \ gkg^{-1}=hkh^{-1}} für alle {\displaystyle k\in K}. Also is {\displaystyle \ h^{-1}g} aus {\displaystyle \ C_{G}(K)}, das heißt g gehört zu {\displaystyle \ KC_{G}(K)} und daher {\displaystyle \ G=KC_{G}(K)}.
- Aus dem gerade Gesagten ergibt sich, dass eine vollständige Gruppe ein direkter Faktor in jeder Gruppe ist, in der sie als Normalteiler enthalten ist. Diese Eigenschaft charakterisiert die vollständigen Gruppen: Ist eine Gruppe K direkter Faktor in jeder Gruppe, in der sie als Normalteiler enthalten ist, so ist K vollständig. Das zeigt man sehr leicht unter Verwendung der Tatsache, dass die Gruppe K unter den gegebenen Voraussetzungen direkter Faktor ihres Holomorphs ist.[6]

- Man kann zeigen, dass wenn eine Gruppe G triviales Zentrum hat, dies auch für ihre Automorphismengruppe {\displaystyle \mathrm {Aut} (G)} gilt. Die kanonischen Homomorphismen {\displaystyle G\rightarrow \mathrm {Aut} (G)}, {\displaystyle \mathrm {Aut} (G)\rightarrow \mathrm {Aut} (\mathrm {Aut} (G))} usw. sind daher injektiv und man kann die aufsteigende Folge von Gruppen

{\displaystyle G\leq \mathrm {Aut} (G)\leq \mathrm {Aut} (\mathrm {Aut} (G))\leq \ldots }
betrachten, die man den Automorphismenturm von G nennt. Helmut Wielandt hat 1939 gezeigt, dass für eine endliche Gruppe mit trivialem Zentrum ihr Automorphismenturm stationär wird, das heißt, das man eine vollständige Gruppe erhält.
- Für unendliche Gruppen mit trivialem Zentrum kann gezeigt werden, dass der oben definierte Automorphismenturm nicht notwendigerweise stationär wird, anders gesagt, dass man nicht notwendigerweise eine vollständige Gruppe erhält. Man kann jedoch für jede nicht-leere Ordinalzahl {\displaystyle \ \Omega } wie folgt eine Familie {\displaystyle \ (G_{\omega })_{\omega \in \Omega }} definieren. Man setzt {\displaystyle \ G_{0}=G}, {\displaystyle G_{\omega }:=\mathrm {Aut} (G_{\lambda })}, falls {\displaystyle \omega >0} einen  direkten Vorgänger {\displaystyle \lambda } hat, und setzt {\displaystyle G_{\omega }} gleich dem induktiven Limes der {\displaystyle \ G_{\lambda }}, wobei {\displaystyle \ \lambda } die Elemente aus {\displaystyle \ \Omega } durchläuft, die strikt kleiner als {\displaystyle \omega } sind. Simon Thomas hat 1985 gezeigt, dass es zu jeder (endlichen oder unendlichen) Gruppe mit trivialem Zentrum eine Ordinalzahl gibt, so dass der zugehörige transfinite Automorphismenturm stationär wird.[8]